# Павел (Тимофеенков)
Епископ Па́вел (в миру Оле́г Па́влович Тимофе́енков; род. 31 марта 1963, Могилёв, Белорусская ССР) — архиерей Русской Православной Церкви, епископ Молодечненский и Столбцовский.

## Биография
Родился 31 марта 1963 года в городе Могилёве Белорусской ССР в семье рабочих.
С 1970 по 1978 годы обучался в средней школе № 9 города Могилёва.
В 1978 году поступил и в 1981 году окончил Могилёвское ГПТУ-58 строителей со специальностью электросварщик.
С 1982 года по 1984 год проходил срочную службу в рядах Советской армии.
В 1984—1988 годах трудился на различных предприятиях города Могилёва в качестве штамповщика, электромонтёра, электрика.
В 1988 году поступил и в 1991 году окончил Могилёвское училище культуры с квалификацией «клубный работник, руководитель самодеятельного хорового коллектива».
В период учёбы, а также по окончании её, вплоть до 1994 года, работал преподавателем эстрадной гитары в 1-й Музыкальной школе г. Могилёва, в Музыкальной школе посёлка Кадино Могилёвского района, а также музыкантом эстрадного коллектива в Могилёвской областной филармонии.
С 1993 года исполнял послушание пономаря в Покровском храме села Вейно Могилёвского района.
В 1994 году поступил в Минскую духовную семинарию.
4 июля 1997 года пострижен в монашество с наречением имени Павел в честь святого апостола Павла епископом Новогрудским и Лидским Гурием, наместником Успенского Жировичского монастыря, а 12 июля того же года рукоположён во иеродиакона.
В 1998 году окончил Минскую духовную семинарию со степенью бакалавра богословия и поступил в Минскую духовную академию.
В период обучения нёс следующие административные послушания: с ноября 1996 года — преподавателя и помощника инспектора, с 28 августа 1998 года — старшего помощника инспектора, а с 1999 года — заведующего Регентской школой и старшего помощника инспектора.
20 июня 1999 года митрополитом Минским и Слуцким Филаретом рукоположён в сан иеромонаха.
15 июня 2000 года освобождён от должности старшего помощника инспектора Минской духовной семинарии.
В 2001 году окончил Минскую духовную академию с учёной степенью кандидата богословия. Продолжал работать заведующим Регентской школой при Минской духовной семинарии.
25 августа 2005 года назначен на должность заведующего отделением заочного обучения Минской духовной академии.
7 июня 2006 года возведён в сан игумена.
4 февраля 2008 года назначен на должность инспектора Минских духовных академии и семинарии. Преподаёт пастырский этикет в академии и церковнославянский язык в регентском отделении.
27 сентября 2012 года возведён в сан архимандрита ректором Минских духовных академии и семинарии архиепископом Новогрудским и Лидским Гурием.

### Архиерейство
22 сентября 2014 года Синод Белорусской православной церкви обратился к Патриарху Московскому и всея Руси и Священному Синоду Русской православной церкви с просьбой образовать Молодечненскую епархию и избрать архимандрита Павла (Тимофеенкова) её правящим архиереем, что и было сделано решением Священного Синода Русской православной церкви от 23 октября 2014 года.
11 ноября 2014 года в крестовом храме в честь Владимирской иконы Божией Матери Патриаршей резиденции в Чистом переулке города Москвы состоялось наречение архимандрита Павла во епископа Молодечненского и Столбцовского.
2 декабря 2014 года в Храме Христа Спасителя в Москве хиротонисан во епископа Молодечненского и Столбцовского. Хиротонию совершили: Патриарх Московский и всея Руси Кирилл, митрополит Санкт-Петербургский и Ладожский Варсонофий (Судаков), митрополит Минский и Заславский Павел (Пономарёв), митрополит Тульчинский и Брацлавский Ионафан (Елецких), митрополит Истринский Арсений (Епифанов), митрополит Архангельский и Холмогорский Даниил (Доровских), архиепископ Витебский и Оршанский Димитрий (Дроздов), архиепископ Новогрудский и Лидский Гурий (Апалько), епископ Солнечногорский Сергий (Чашин), епископ Подольский Тихон (Зайцев), епископ Борисовский и Марьиногорский Вениамин (Тупеко), епископ Орехово-Зуевский Пантелеимон (Шатов), епископ Воскресенский Савва (Михеев).

## Награды
- Орден Святителя Кирилла Туровского II степени (2011).
- Орден Святителя Кирилла Туровского I степени (2013).
- Орден преподобной Евфросинии Полоцкой (2023).
- Медаль первопечатника диакона Иоанна Федорова (2017)
- Почётное звание «Человек года Минщины» (2017).
- Орден преподобного Серафима Саровского III степени (2023, Русская православная церковь).
- набедренник (9 января 2000 года).
- наперсный крест (2 мая 2003 года).
- палица (4 февраля 2008 года).
- наперсный крест с украшениями (12 февраля 2009 года).